# Tizenhárom nap – Az idegháború
A Tizenhárom nap – Az idegháború (eredeti címe: Thirteen Days) egy 2000-ben bemutatott amerikai politikai történelmi film Roger Donaldson rendezésében. A forgatókönyvet David Self készítette. A produkció főszerepében Kevin Costner, Bruce Greenwood, Steven Culp és Dylan Baker. A film a hidegháborús időkben játszódik, és a kubai rakétaválság politikai hátterére összpontosít.

## Cselekmény
1962 októberében az amerikaiak megtudják, hogy a Szovjetunió nukleáris föld-felszíni közepes hatótávolságú ballisztikus rakétákat telepített Kubába. Ezek a nukleáris fegyverek az USA nagy részét fenyegetik. John F. Kennedy először a legszigorúbb titoktartás mellett tanácsadói stábot gyűjt maga köré. Miközben a többség légitámadás és Kuba megszállása mellett van, Kennedy elnök békésen szeretné elsimítani az ügyet. A helyzet azonban tovább eszkalálódik, mivel napról napra valószínűbbé válik, hogy a rakéták indításra készen állnak. Végül az elnök úgy dönt, hogy Kubát blokád alá veszik, amit karanténnak neveznek a nyilvánosságban. Ez azt jelenti, hogy minden Kubába tartó hajót, függetlenül attól, hogy melyik országból érkezik, megállítanak és átkutatnak a partoknál. Ha kiderül, hogy fegyver van a fedélzetén, akkor azt visszafordítják.
A karantén kezdetben sikeresnek bizonyul, egy alkalommal azonban az egyik hajó vezetője hevesen elutasítja, hogy átkutassák a hajóját. Kennedy eközben levelet kap a szovjet kormányfőtől, Hruscsovtól, amelyben felajánlja, hogy nem küld atomfegyverekkel felszerelt hajókat Kubába, ha az amerikaiak cserébe beleegyeznek, hogy nem szállják meg Kubát. Később azonban egy másik levél is érkezik, amelynek tartalma ellentmond az elsőnek, de a szerzője állítólag szintén Hruscsov. Az amerikai válságstáb nem biztos abban, hogy ez a levél hiteles-e, és hogy valóban Hruscsov tartja-e még a gyeplőt. Emiatt Kennedy kénytelen számításba venni a légicsapást és az inváziót tartja lehetséges kényszerítő lehetőségnek.
Ezért kiküldenek egy felderítő amerikai gépet, amit azonban egy föld-levegő rakéta lelő és a pilóta meghal. A háború most már szinte elkerülhetetlennek tűnik. De a remény újra felcsírázik: Kennedy elküldi testvérét, Robert Kennedyt Dobrinyin szovjet nagykövethez, hogy ismét tárgyaljanak. Amikor Robert Kennedy és Kenneth O’Donnell, Kennedy elnök politikai tanácsadója megérkezik a követség épületéhez, füstöt látnak felszállni egy kéményből, ezért arra gyanakodnak, hogy a szovjetek nyilvánvalóan dokumentumokat égetnek. Ez azt jelentené, hogy feltételezik a háború közeledtét.
A szovjet rakéták kivonásáért cserébe Dobrinyin azt követeli, hogy az USA tartózkodjon Kuba lerohanásától, és vonja ki az amerikai Jupiter-rakétákat Törökországból. Robert Kennedy ezt azzal a feltétellel fogadja el, hogy ezt nem azonnali hatállyal teszik meg, hanem hat hónapon belül. Ugyanakkor ennek az engedménynek szigorúan titokban kell maradnia, hogy az USA ne tűnjön túl puhánynak a nyilvánosság előtt. Hogy most kitör-e a háború, az attól függ, hogy a szovjetek hogyan reagálnak Kennedy ajánlatára.
Másnap reggelre a válságnak vége. Hruscsov elrendelte a rakéták leszerelését és visszaszállítását a Szovjetunióba. Az utolsó jelenetben Kennedy elnököt, testvérét, Robert Kennedyt és politikai tanácsadóját, Kenneth O'Donnellt látjuk a Fehér Ház tornácán állni. A háttérben egy részlet hallható az A Strategy of Peace (A béke stratégiája) című eredeti beszédből, amelyet Kennedy 1963. június 10-én mondott az American University végzőseinek diplomaosztó ünnepségén.

## Szereplők
| Szerep                     | Színész         | Magyar hangja     |
| -------------------------- | --------------- | ----------------- |
| John F. Kennedy            | Bruce Greenwood | Dörner György     |
| Robert F. Kennedy          | Steven Culp     | Rajkai Zoltán     |
| Kenneth O'Donnell          | Kevin Costner   | Szakácsi Sándor   |
| Robert McNamara            | Dylan Baker     | Epres Attila      |
| Adlai Stevenson II         | Michael Fairman | Dobránszky Zoltán |
| José Antonio Mora          | Daniel Vergara  | n.a               |
| Maxwell Taylor             | Bill Smitrovich | Barbinek Péter    |
| John A. Scali              | Jack Blessing   | Balázsi Gyula     |
| McGeorge Bundy             | Frank Wood      | Németh Gábor      |
| Marshall Carter            | Ed Lauter       | n.a               |
| George Whelan Anderson Jr. | Madison Mason   | Szersén Gyula     |
| Curtis LeMay               | Kevin Conway    | Rajhona Ádám      |
| U Thant                    | Pramod Kumar    |                   |
| Ted Sorensen               | Tim Kelleher    | Széles Tamás      |
| Dean Acheson               | Len Cariou      | Cs. Németh Lajos  |
| Rudolf Anderson őrnagy     | Charles Esten   | Seder Gábor       |
| Andrej Gromiko             | Olek Krupa      | Kajtár Róbert     |
| Helen O'Donnell            | Lucinda Jenney  | Zsurzs Kati       |
| Richard J. Daley           | Jack McGee      | n.a               |

további magyar hangok: Breyer László, Földi Tamás, Kapácsy Miklós, Korbuly Péter

## Fogadtatás
A film kiváló kritikákat kapott, a Rotten Tomatoeson 83%-os minősítést kapott 124 vélemény alapján, az összefoglaló szerint „a Tizenhárom nap lenyűgözően mutatja be a kubai rakétaválságot, és a tehetséges színészek ügyesen ábrázolják az abban részt vevő valós személyeket.” A MetaCritic 67 pontot adott a 100-ból 37 értékelés alapján, Owen Gleiberman szerint: „[A film] Egy nagy, szögletes, lelkesítő politikai thriller-dokudráma.”
A produkció kasszabevétele azonban veszteséges lett, a Box Office Mojo 66 millió dolláros bevételt számolt a 80 milliós kiadásokkal szemben.

## Fontosabb díjak és jelölések
| Esemény               | Díj                 | Kategória    | Eredmény |
| --------------------- | ------------------- | ------------ | -------- |
| Critics Choice Awards | Critic Choice Award | Legjobb film | Jelölve  |